# THE SIXTY
THE SIXTYー読売日本交響楽団の60周年を記念して捧ぐー（ザ・シックスティ）は、鈴木優人が2023年に作曲した管弦楽曲。

## 作曲の経緯
読売日本交響楽団の設立60周年を記念して当楽団から委嘱された。
作曲者は「60は、日本では還暦という重要な節目の数字です。また、1～6まで全ての数字で割り切れる、とても美しい数字です。読響の歴史も振り返りつつ、私が最初に読響を指揮したのが6年前ですので、この楽団の10分の1の歴史に携わっていることを改めて感じ入りました。」と語っていて、作曲の中で「60」という数字にこだわりを持った。

## 演奏時間
15分

## 初演
2023年3月9日、サントリーホールで行われた読売日本交響楽団第626回定期演奏会にて、作曲者自身の指揮で行われた。
この日のプログラムはこの曲のほかに、ヴィトマンのヴィオラ協奏曲（日本初演）ならびにシューベルトの交響曲第5番であった。このプログラムについて鈴木優人は、「社会の構造が劇的に変化していく中で、オーケストラという人間組織が今後どのように変容していくのか、考えることにつながりました。」と述べている。

## 楽器編成
合計60人の演奏者からなる。
ピッコロ、フルート2、オーボエ2、コーラングレ、クラリネット2、バスクラリネット、ファゴット2、コントラファゴット、ホルン4、トランペット3、トロンボーン3、チューバ、ティンパニ、打楽器3（1グロッケンシュピール、サスペンテッドシンバル、ゴング、トムトム、大太鼓、テンプルブロック、フレクサトーン、アンティークシンバル　2:木琴、大太鼓、小太鼓、鞭　3:ヴィブラフォン、タムタム）、弦五部（15-0-8-6-4）

## 楽曲構成
3つのセクションからなる。

### 第1セクション（序奏）
読売日本交響楽団が始まった60年前のオーケストラにおける創造力をイメージした「Genesis」（＝創世記）。音響が入り乱れ、草創期の様々な指揮者や音楽家のスパークを音で表現する。

### 第2セクション
「LX Anos」（＝60年）と題され、読響の持続力と力強さを表す部分である。「YOMIURI NIPPON SYMPHONY ORCHESTRA」の30文字を音列化した素材が60人の奏者によって異なる音価と音域で重なり合って表現されてゆき、弦楽器はこの部分から一人一人異なるパートの演奏に分かれる。時折、様々な楽器によるソロが速いテンポで読響の音列を奏でる。このセクションは、一年一年の歩みを表現する部分で、これまでの60年とこれからの60年、遠い未来へも脈々と受け継がれるオーケストラの伝統を表現しており、1小節がそれぞれの1年を表していてオーケストレーションにはそれぞれの年がもつ数字の性質が用いられている。

### 第3セクション
「YNSO」と題され、現在の読響の輝かしさを表現する部分。明るい三和音の重なりで、YNSOの文字が浮かび上がる作りになっている。短いソロで再び読響の音列が奏でられ、曲は締めくくられる。